# كاي لارسن
كاي لارسن (بالدنماركية: Kai Larsen)‏ هو عالم نبات دنماركي، ولد في 15 نوفمبر 1926 في هيليرود في الدنمارك، وتوفي في 23 أغسطس 2012.